# 愛瀬光
愛瀬 光（まなせ ひかる、10月3日 - ）は、OSK日本歌劇団の元男役スター。鹿児島県薩摩川内市出身。血液型はA型。

## 略歴
- 2006年 - NewOSK日本歌劇団研修所（当時）入所。84期生。同期には、悠浦あやと、柑奈めい、妃那マリカなど。
- 2008年 - OSK日本歌劇団に入団、大阪松竹座『春のおどり』で初舞台[3]。主にバイプレイヤーとしての活躍が続くが、徐々にメインキャストとしての抜擢も増え始める[4]。
- 2016年 - レビューカフェ『WHITE ONYX』で初主演[1]。
- 2019年 - ミュージカル『Sarieli&Mozart』のモーツァルト役で、虹架路万とのW主演、および劇場公演初主演[5]。
- 2020年1月、シンガポール特別公演『Precious Stones』（エスプラネード・シアターズ・オン・ザ・ベイ）の主演を務めた [6]。
- 2022年7月、京都南座『レビューin Kyoto　陰陽師 闇の貴公子✡安倍晴明／INFINITY』をもってOSK日本歌劇団を退団[1]。
- 退団後も舞台やコンサートを中心に活動を行っている。

## OSK日本歌劇団での主な活動

### 舞台
研修生時代
2007年
- 3月、世界館『83期卒業公演 VOYAGE!～ドレーク船長の夢～』
- 4月、大阪松竹座『春のおどり 桜・舞・橋 桜ファンタジア』

2008年
- 3月、世界館『84期卒業公演　虹色の風～記憶の森の神話～』[7]

入団後
2008年
- 4月、大阪松竹座『レビュー春のおどり お祝い道中～浪花ともあれ桜花爛漫／DreamStep』初舞台
- 7月、京都南座『レビュー in KYOTOⅡ　輪舞曲 薫と浮舟／ミレニアム・ドリーム』
- 10 - 11月、たけふ菊人形『越前に咲いた花～愛と幻想の物語～　光源氏～紫式部絵巻～／カレードスコープ』
- 11月、世界館『Dandy ～世界館リバイバル公演～』

2009年
- 2月、メイシアター『雑居ビル狂想曲』（外部出演）
- 3月、大阪松竹座『レビュー春のおどり　桜彦 翔る！／RUN＆RUN』
- 7月、京都南座『レビュー in KYOTOⅢ　さくら颱風 真夏の京も桜満開／DREAMS COME TRUE!』
- 8月、一心寺シアター倶楽『Dream Again!』
- 10 - 11月、たけふ菊人形『ファシネーション ～魅惑と情熱の炎～』

2010年
- 1月、サンケイホールブリーゼ『YUKIMURA 我が心 炎の如く／Burning Heart』
- 2月、いかるがホール『聖徳太子絵巻』
- 4月、大阪松竹座『レビュー春のおどり　桜彦 翔る！エピソードⅡ～黄泉へ 桜ふたたび～／JUMPING TOMORROW!』
- 5月、大阪ビジネスパーク円形ホール『バンディット～霧隠才蔵外伝～』
- 7月、京都南座『レビュー in KYOTOⅣ　みやこ浪漫～RYOMA～／ダンシング・ラプソディ』
- 10月、一心寺シアター倶楽『Dandy-ダンディ‐』
- 11月、大塚国際美術館『システィーナ歌舞伎「スサノオsusanoo」』（外部出演）
- 12月、大阪国際交流センター『女帝を愛した男～ポチョムキンとエカテリーナ～』

2011年 
- 4月、大阪松竹座『春のおどり　～繚乱～ さくら桜サクラ／STARS LEGEND ～DANCE DANCE DANCE～』
- 5月、一心寺シアター倶楽・北國新聞赤羽ホール『Burn The Passion』
- 7月、京都南座『虹のおどり　安土ロマネスク ～チョウサ ヤレヤレ チョウヤレ マッセ～／MIDSUMMER STEP ～リズム饗宴～』
- 8月、世界館『Fresh Soda Balloon』
- 9月、三越劇場『桜NIPPON・踊るOSK! ～レビュー・ザ・クラシック～』
- 10月、大丸心斎橋劇場『心斎橋らぷそでぃ』

2012年
- 2月、なんばHatch『BLIND ～耳なし芳一より～』
- 4月、大阪松竹座『レビュー春のおどり　桜舞う九重に～浪花の春にいざ舞わん～／GLORIOUS OSK～リズム・コレクション～』
- 5月、北國新聞赤羽ホール『ADDIO（アッディーオ）／Dance of Joy』
- 7月、京都南座『レビュー in Kyoto　ラブ・メルヘン シンデレラ・パリ／グラン・ジュテ ～今・私たちは跳ぶ～』
- 8 - 11月、オ・セイリュウ『OSK SHOW in オ・セイリュウ ～bloom～』
- 11月、たかいし市民文化会館『SECRET!／OSK SHOW in Appla-hall』

2013年 
- 2月、なんばHatch『熱烈歌劇2013 ～歌劇のススメ～』
- 4月、日生劇場・大阪松竹座『春のおどり～桜咲く国　桜絵草紙／Catch a Chance Catch a Dream』
- 6月、大丸心斎橋劇場『MOUSTACHE／ファム・ファタール』
- 8月、京都南座『レビュー in Kyoto　Love Traveler～幻の蝶を追って～／ネクステージ～夢を叶えるSong＆Dance～』
- 10 - 11月、たけふ菊人形『武生の鼓太郎～愛と友情のレジスタンス～／Wrapping! Clapping!』
- 12月、高槻現代劇場『義の人～高山右近伝～／Wrapping! Clapping!』

2014年 
- 1月、たかいし市民文化会館『羽衣天女伝説～愛は時代を超えて～／Wrapping! Clapping!』
- 2 - 3・6月、大丸心斎橋劇場・近鉄アート館『カルディアの鷹』
- 5月、大阪松竹座『レビュー春のおどり　桜花抄／Au Soleil ～太陽に向かって』
- 7月、大丸心斎橋劇場『開演ベルは殺しのあとに ～刑事X 華麗なる事件簿～』
- 8月、新橋演舞場『レビュー夏のおどり　桜花抄／Au Soleil ～太陽に向かって』
- 10 - 11月、たけふ菊人形『愛の翼～Aras Del Amore～』

2015年
- 2・8 - 9月、近鉄アート館・先斗町歌舞練場・三越劇場『That’s DANCIN’Crystal passion～情熱の結晶～』
- 4月、大阪ドーンセンター『狸御殿 ―HARU RANMAN―』
- 6月、大阪松竹座『レビュー春のおどり　浪花今昔門出賑／Stormy Weather』
- 7月、上樵木町ボウデパール・セントラファエロ教会『OSK Revue Cafe』
- 10月、近鉄アート館『OSKミュージックスタジオ』
- 11月、京都南座『OSKレビュー in Kyoto　浪花今昔門出賑／Stormy Weather』

2016年
- 1・2月、ナレッジシアター・銀座博品館劇場『カンタレラ2016 ～愛と裏切りの毒薬～』[8]
- 3月、大阪ビジネスパーク円形ホール『狸御殿 ―HARU RANMAN―  狸吉郎勝舞編』
- 5月、大阪松竹座『レビュー春のおどり　花の夢 恋は満開／Take the beat!』
- 6月、セントラファエロ教会『PRECIOUS STONES in OSK Revue Cafe　White Onyx』 初主演
- 7月、新橋演舞場『レビュー夏のおどり　花の夢 恋は満開／Take the beat!』
- 8・9月、近鉄アート館・三越劇場『CRYSTAL PASSION 2016 ～情熱の結晶～　Higher～空へ～／BLACK AND GOLD』
- 11月、ローズガーデン『OSK Revue Cafe　LUMIERE SPLENDIDE』 主演

2017年
- 1・2月、近鉄アート館・銀座博品館劇場『真・桃太郎伝説「鬼ノ城～蒼煉の乱～」』[9]
- 4月、近鉄アート館『Let’s Hang Out!』
- 6月、大阪松竹座『レビュー春のおどり　桜鏡～夢幻義経譚～／Brilliant Wave～100年への鼓動～』
- 8月、セントラファエロ教会『OSK Revue Cafe　Sparkling star』 主演
- 8月、新橋演舞場『レビュー夏のおどり　桜鏡～夢幻義経譚～／Brilliant Wave～100年への鼓動～ 』
- 11月、大丸心斎橋劇場『Dracula ドラキュラ』

2018年
- 2・3月、銀座博品館劇場・大丸心斎橋劇場『三銃士 La seconde』[10]
- 5月、大阪松竹座『レビュー春のおどり　桜ごよみ 夢草紙／One Step to Tomorrow!』
- 7月、新橋演舞場『レビュー夏のおどり　桜ごよみ 夢草紙／One Step to Tomorrow!』
- 10月、セントラファエロ教会『OSK Revue Cafe ～FOUR SEASONS～』 主演
- 12月、近鉄アート館『円卓の騎士』

2019年
- 1月、銀座博品館劇場『円卓の騎士』
- 3・4月、新橋演舞場・大阪松竹座『レビュー春のおどり　春爛漫桐生祝祭／STORM of APPLAUSE』
- 6月、大丸心斎橋劇場『Salieri&Mozart ～愛と憎しみの輪舞』 劇場公演初主演[注釈 1][11][12]
- 7月、京都南座『OSK SAKURA REVUE　歌劇 海神別荘／STORM of APPLAUSE』
- 9 - 12月、DAIHATSU 心斎橋角座『REVUE JAPAN～GEISHA & SAMURAI～』 主演

2020年
- 1月、シンガポール公演『PRECIOUS STONES』 主演
- 1月、DAIHATSU 心斎橋角座『PRECIOUS STONES（愛瀬光）』 主演
- 2月、近鉄アート館『愛と死のローマ～シーザーとクレオパトラ』[注釈 2][13]
- 4・5月、大阪松竹座・新橋演舞場『レビュー春のおどり　ツクヨミ～the moon～／Victoria!（公演中止）』
- 11月、大阪松竹座『OSKだよ全員集合！Memorial Show & Premium Talk』
- 12月、近鉄アート館『愛と死のローマ～シーザーとクレオパトラ』[14]

2021年
- 1・3月、大阪松竹座『レビュー春のおどり　ツクヨミ～the moon～／Victoria!』[15]
- 6・8月、大阪松竹座・新橋演舞場『レビュー夏のおどり「STARt」』[注釈 3]

2022年
- 1月、大阪松竹座『劇団創立１００周年記念式典』
- 2・3月、大阪松竹座『OSK日本歌劇団創立100周年記念公演「レビュー春のおどり」　光／INFINITY』- 白夜太夫役[注釈 4][16]
- 7月、京都南座『2022年劇団創立100周年記念「レビューin Kyoto」　ミュージカルロマン 陰陽師／INFINITY』退団公演[17][1]

### OSK Revue Cafe in Brooklyn Parlor OSAKA
2020年
- 8 - 10月、『ShortLive（無観客ライブ配信）』
- 8月、『BPまつり（無観客ライブ配信）』
- 9 - 11月、『愛瀬光LIVE』[注釈 5]

2021年
- 3 - 4月、『愛瀬光・華月奏 Special LIVE』
- 10月、『愛瀬光 Special LIVE』

2022年
- 5月、『愛瀬光 Gift of Light』
- 7月、『フェアウェルパーティー 愛瀬光』

### イベント
- 2009年7月、いかるがホール『桜花昇ぼるオンステージ  SONG for you』
- 2010年2月、兵庫県立芸術文化センター『花月真コンサート～二度とない人生だから～（ゲスト出演）』
- 2010年8月、遊音堂『ミュージカルガラコンサートvol.1　RENT／My Favorite Songs』
- 2010年10月、ニュージャパンメンバーズクラブ『The Party 4～fantastic autumn 2010～』
- 2010年12月、遊音堂『ミュージカルガラコンサートvol.2　MAMMA MIA!／My Favorite Songs』
- 2011年2月、心斎橋クラブクアトロ『桐生麻耶ライブ「Lantana」』
- 2011年11月、オ・セイリュウ『桐生麻耶サロンコンサート「Delight ディライト」』
- 2012年9月、ROCK TOWN『Blue Panthers, the Final －Moment of Repose－』
- 2013年1月、いかるがホール『SONG FOR YOU 2013』
- 2014年1月、いかるがホール『SONG FOR YOU 2014』
- 2014年12月、ラグナヴェールOSAKA『CHRISTMAS PREMIUM SHOW』
- 2017年4月、インテックス大阪会場内UTAGE館『’17食博覧会・大阪（トワイライトチーム）』
- 2017年10月、史跡難波宮跡『中秋明月祭 大阪2017（ミニステージ）』
- 2019年10月、道頓堀相合橋特設ステージ『道頓堀リバーフェスティバル「道頓堀川面舞台2019」』
- 2022年5月、西陣織会館『レビュー in Kyotoキャンペーン』[18]

## OSK日本歌劇団退団後の主な活動

### 舞台
- 2022年9月、『熱き乱舞！JPN dance The WORLD』[19]
- 2023年10月、道頓堀ZAZA HOUSE『恋川純弥&OSK日本歌劇団OG「neo tradition」豪華絢爛レビュー絵巻』 [20]
- 2023年11 - 12月、道頓堀ZAZA HOUSE『OSK日本歌劇団OG公演「道頓堀ロマネスク」』[21]
- 2024年5月、大阪松竹座『OSK日本歌劇団 OG公演「Eternal Glory」』[22]
- 2025年5月、大阪松竹座『OSK日本歌劇団 OG公演　Forever Dream』[23][24]

### ライブ
- neo～Live Show～ in ルミナス神戸2（2023年11月3日）
- 道頓堀リバーフェスティバル 2023 「大阪JAZZフェスティバル」（2023年11月26日、OSK日本歌劇団 OG ステージ）[25]
- Heart&Dream（2023年12月10日放送、サンテレビジョン）[26]
- 道頓堀川面舞台2024（2024年9月28日）[27]